# Muzeum Zabawek w Karpaczu
Muzeum Zabawek w Karpaczu – jedna z atrakcji turystycznych Karpacza, znajdująca się w budynku dawnego dworca kolejowego w Karpaczu. Do 2011 mieściło się w dzielnicy Karpacz Górny przy ulicy Karkonoskiej 5.
Muzeum zostało powołane uchwałą Rady Miejskiej w Karpaczu 28 lutego 1995. Znajdują się w nim eksponaty ze zbiorów Henryka Tomaszewskiego – twórcy Wrocławskiego Teatru Pantomimy. Zbiory te zostały przekazane Gminie Karpacz aktem darowizny w 1994 roku. Zgromadzone zabawki prezentowane są w muzeum w gablotach, zaprojektowanych i ręcznie malowanych przez Kazimierza Wiśniaka.
Gościem Muzeum Zabawek w Karpaczu był, zaprzyjaźniony z Henrykiem Tomaszewskim, poeta Tadeusz Różewicz. Świadectwem pobytu Różewicza w tym miejscu jest wiersz „W gościnie u Henryka Tomaszewskiego w Muzeum Zabawek”.